# 丑小鸭

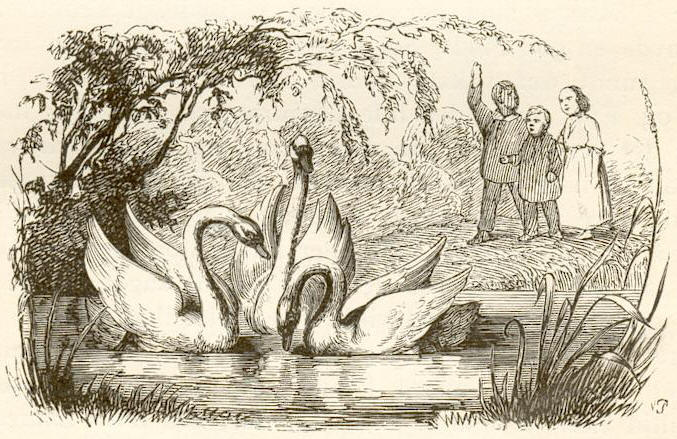
《丑小鸭》早期插图

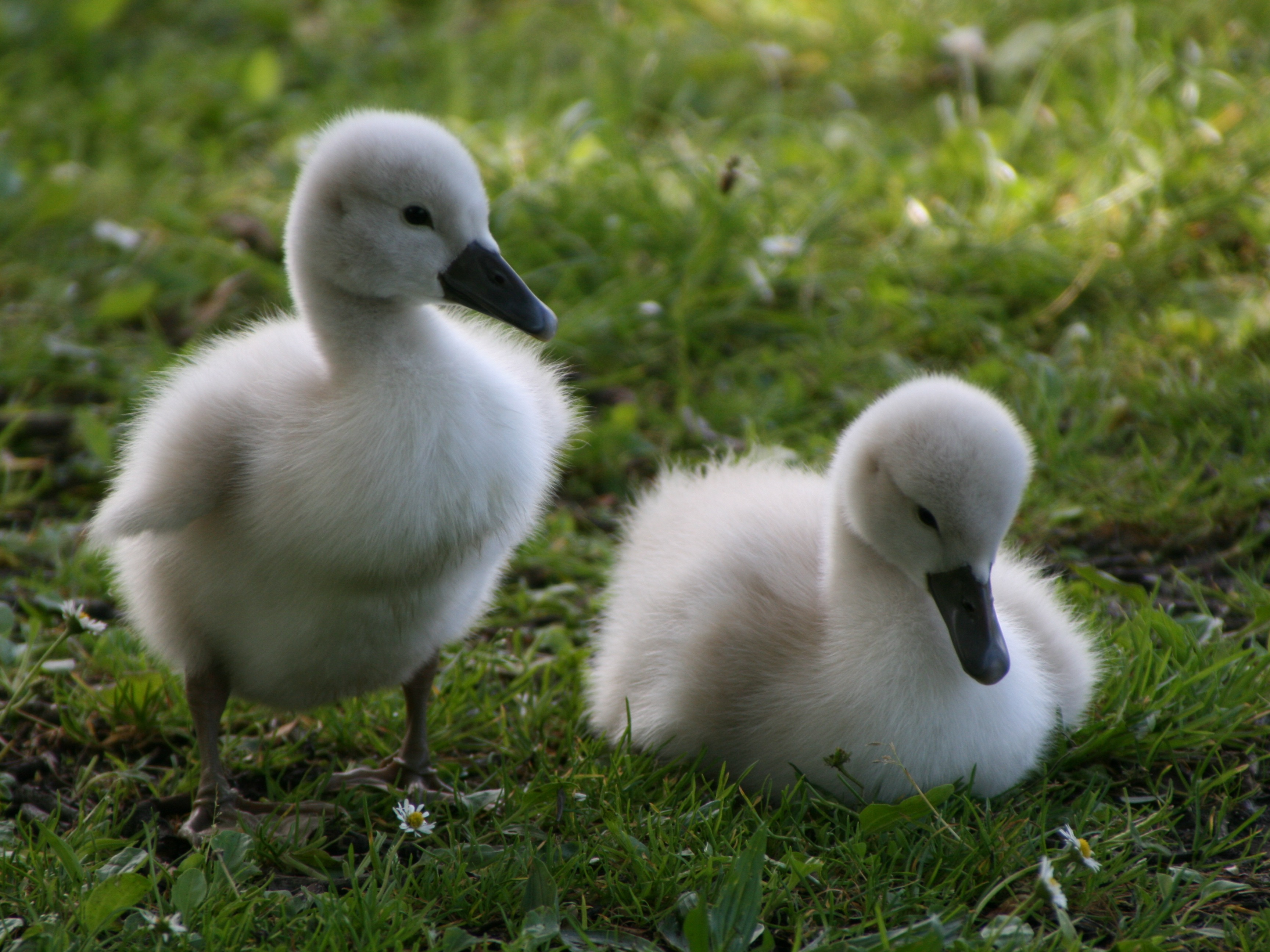
与故事中丑小鸭相似的白天鵝寶寶

丑小鸭，是安徒生童话之一，首次發表於1843年11月11日。故事講述一隻外表醜陋的小鴨最終變成了優雅的白天鵝。
醜小鴨之所以會「變成」白天鵝，因為牠本來就是白天鵝的孩子，即便牠陰錯陽差滾到母鴨的巢穴，成年後白天鵝們仍然熱情的歡迎牠。

## 醜小鴨的現實例子
安徒生本身就是典型的醜小鴨，年幼時的他家境貧困，其父是個鞋匠。父親病逝後，母親亦改嫁。十四歲因生活所需離鄉前往丹麥首都哥本哈根謀生。後來在別人的幫助下，他進了哥本哈根大學。在那兒，他刻苦學習，博覽群書，為日後寫作積累了不少素材。安徒生以其豐富想像力，創作了如《醜小鴨》、《美人魚》、《國王的新衣》、《賣火柴的小女孩》等著名的童話故事，內容在刻劃人生的悲酸之餘，亦帶有歡笑和愛心之劇情，極具現實性及故事性，因此被譯成各種文字，在世界各地廣為流傳。這些童話故事使人不論男女老幼皆被其感動，使得安徒生被後人譽為「童話之王」。而醜小鴨亦可說是安徒生生平的反映，有些像自傳。
從醜小鴨的寓意中以上的例子可解釋為自古時常有偉人即使出生後身旁環境極度惡劣，但是靠著與生俱來優於常人的天賦最終仍可立於常人無法到達的高處。